# Akito Tachibana
Akito Tachibana (japanisch 橘 章斗 Tachibana Akito; * 13. Oktober 1988 in Akashi) ist ein ehemaliger japanischer Fußballspieler.

## Karriere
Tachibana erlernte das Fußballspielen in der Schulmannschaft der Takigawa Daini High School und der Universitätsmannschaft der Osaka-Sangyo-Universität. Seinen ersten Vertrag unterschrieb er 2011 bei Shimizu S-Pulse. Der Verein spielte in der höchsten Liga des Landes, der J1 League. Im August 2012 wurde er an den Zweitligisten Matsumoto Yamaga FC ausgeliehen. 2013 kehrte er zu Shimizu S-Pulse zurück. Ende 2013 beendete er seine Karriere als Fußballspieler.

## Erfolge
Shimizu S-Pulse
- J.League Cup

Finalist: 2012